# 阿爾漢格爾斯科耶區

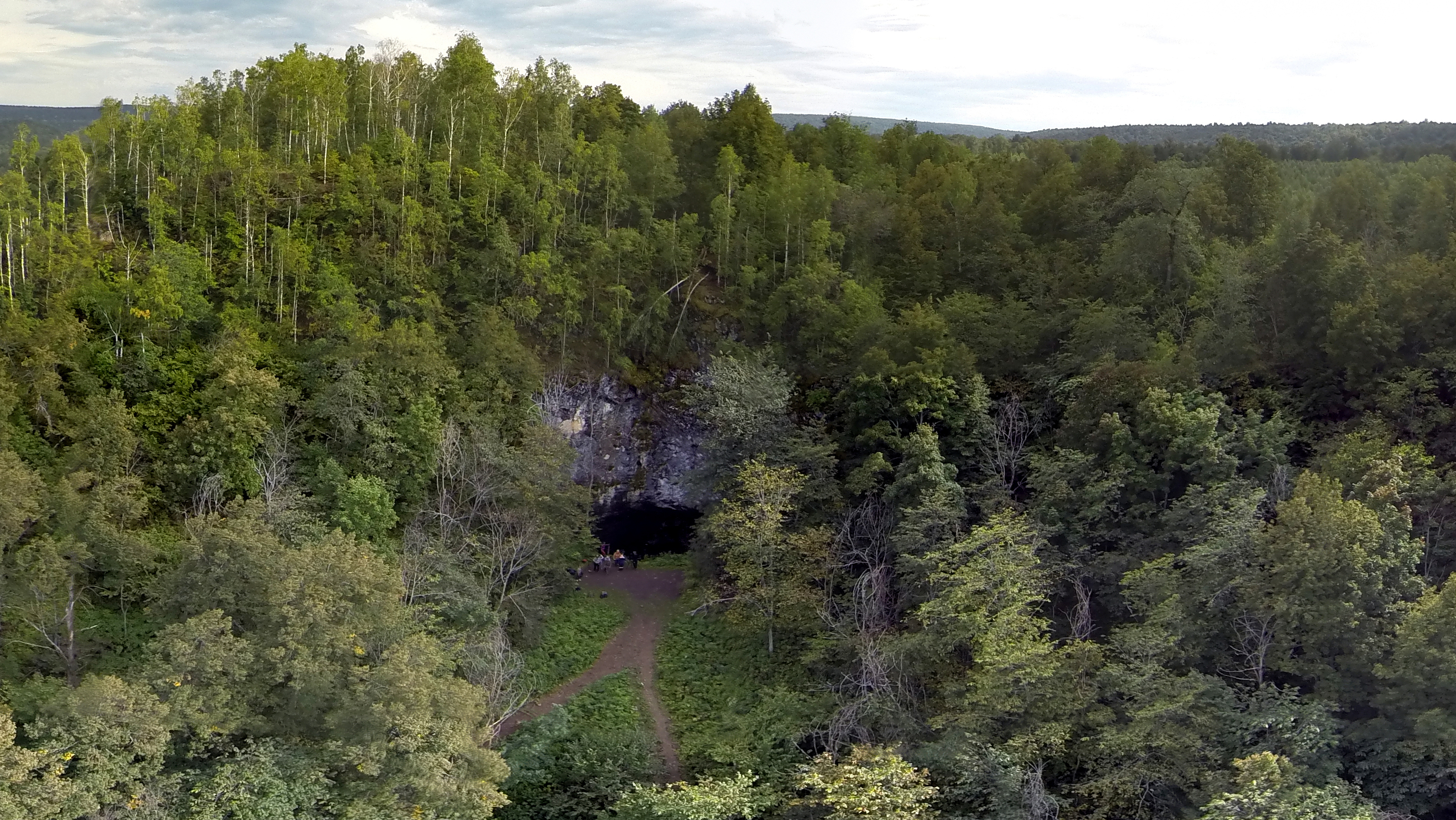

54°32′N 56°58′E / 54.533°N 56.967°E
阿爾漢格爾斯科耶區（俄语：Архангельский район），是俄羅斯的一個區，位於該國西南部，由巴什科爾托斯坦共和國負責管轄，始建於1930年8月20日，面積2,422平方公里，2010年人口18,514，人口密度每平方公里7.64人。